# Dariyapur, Shahpur
Dariyapur là một làng thuộc tehsil Shahpur, huyện Gulbarga, bang Karnataka, Ấn Độ.